# Henning Christian Marggraf
Henning Christian Marggraf (* 23. März (?) 1680 in Groß-Ballerstedt in der Altmark; † 30. Mai 1754 in Berlin) war Apotheker und Assessor am Ober-Collegium medicum in Berlin.

## Abstammung und Familie
Sein Vater war Andreas Marggraf, der in Neuhausen Pastor war. Er hatte leider kein Kirchenbuch geführt, sodass sich das Geburtsdatum nicht einwandfrei feststellen lässt. Sein Sohn Henning Christian Marggraf soll am 23. März 1680 zur Welt gekommen sein. Am 19. Februar 1709 heiratete, wie es im Kirchenbuch der St. Nikolaikirche in Berlin heißt, der „Rats-Apotheker“ Henning Christian Marggraf die Jungfrau Anna (Martha) Kellnerin, Herrn Andreas Kellners, Amtmannes zu Badingen, eheleibliche Tochter, die aus Himmelpfort stammte. Sie war die Tochter des v. Trottschen Amtmannes Andreas Kellner aus der Herrschaft Badingen und Himmelpfort in der Uckermark (heute ein Ortsteil von Zehdenick im brandenburgischen Landkreis Oberhavel) und der Agnes Densow.
In der Ehe wurden ihnen zahlreiche Kinder, dabei wenigstens acht Töchter geboren. Doch nur drei Töchter und sein Sohn Andreas Sigismund Marggraf erreichten das Erwachsenenalter.
- Seine Tochter Eva Gertrud (* 1710) heiratete den Magdeburger Kaufmann Julius Tilebein[1], den Bruder des Kaufmanns Christian Tilebein aus Berlin,[1] der die Tochter von Paschasius Marggraf, Christiane Dorothea Marggraf, 1722 geheiratet hatte. Paschasius Marggraf war der Vater von Henning Christian Marggraf.
- Die Tochter Charlotte Louise (1716–1791) ehelichte den Chirurgen der Garde in Potsdam Jonas Stäbchen († 1745). Deren Kinder heirateten Apotheker aus den Apothekerfamilien Rose und Blell, deren Abkömmlinge ebenfalls in großer Anzahl Apotheker waren.[2]
- Die jüngste Tochter Anna Amalia (1724–1796) wurde 1745 die Frau des vermögenden Kaufmanns Joachim Friedrich Lehmann (1710–1776). Deren Tochter Christina Sophia Lehmann heiratete den Apotheker und Obermedizinalrat Prof. Martin Heinrich Klaproth (1743–1817), der bei seinem Onkel Andreas Sigismund Marggraf eine Ausbildung als Apotheker erhielt und als einer der bedeutendsten Apotheker an der Entdeckung von sieben chemischen Elementen beteiligt war.
- Andreas Sigismund Marggraf wurde ein bedeutender Chemiker. Er war nicht verheiratet und hinterließ auch keine Kinder.

Seine Frau Agnes Densow starb 1752.

## Leben
Über seine Schulausbildung ist nichts bekannt. Wann und wo er zur Pharmazie kam, ist nicht bekannt. Er kam wahrscheinlich 1697 als 17-Jähriger nach Berlin. Die Angaben über ihn für die Zeit bis 1720 werden in der Literatur in Einzelheiten unterschiedlich dargestellt. Am 5. Oktober 1707 erwarb Henning Christian Marggraf für fünf Taler das Berliner Bürgerrecht. Wenige Tage später, am 8. Oktober, wurde er Mitglied der 1692 entstandenen Materialistengilde der Materialwaren- und Gewürzhändler. Am 22. Oktober 1707 bewarb sich Henning Christian Marggraf um die Pacht der Berliner Ratsapotheke. Der entsprechende Pachtvertrag wurde am 29. November abgeschlossen. Er war seitdem auch als Apotheker tätig und Mitglied der Apothekergilde. Im Jahr 1707 erwarb er weiterhin ein Haus im Nikolaiviertel, in welchem er dann lebte und in dem wohl anfangs auch das Materialistengeschäft betrieben wurde. Vermutlich erhielt er die Mittel zum Erwerb des Bürgerrechtes, den Bau bzw. Kauf eines Hauses und den fast gleichzeitigen Start des Materialisten- und Apothekergeschäfts durch die Heirat.
Als der Pachtvertrag 1717 endete, kaufte Marggraf ein in der Spandauer Straße gelegenes Haus. Nachdem der Apotheker Johann Christoph Schrader (1683–1744), seit 1716 Besitzer der Molkenmarktapotheke, Einspruch einlegte, weil die neue Apotheke zu nahe an seiner Apotheke sei, kaufte Schrader dem Henning Christian Marggraf das gerade erst erworbene Haus ab, der dann in der Probstgasse das Nachbarhaus zu dem schon in seinem Besitz befindlichen Haus, dem „Eck-Hauß in der Spandauer-Strasse an der Probst-Gasse“. Das Nachbarhaus hatte der Kaufmann Christian Tilebein, der Ehemann der Catharina Gertrud Tilebein geb. Marggraf (Tochter des Großvaters Paschasius Marggraf) in der Subhastion (Zwangsversteigerung) offensichtlich im Auftrage von Marggraf erworben, der das Haus anschließend an Marggraf „zedierte“ (abtrat). Danach wurde in der Probstgasse das Materialhandelsgeschäft und im benachbarten Eckhaus die Apotheke betrieben. Sie hieß zuerst zum weißen Bären, dann zum schwarzen, später zum goldenen Bären und wurde oft kurz Bärenapotheke genannt. Aufgrund geänderter Straßenführung im Zentrum Berlins existiert die Einmündung der Probstgasse (oder Probststraße) in die Spandauer Straße heute nicht mehr.
Am 17. Februar 1720 erhielt Henning Christian Marggraf anstatt des Magistratsprivilegs ein königliches Apothekenprivileg, wobei das Privileg der in Konkurs gegangenen Apotheke des Johann Joachim Tonnenbinder in der Poststrasse, Ecke Mühlendamm auf ihn übertragen wurde und das Ratsprivileg erlosch. Hofapotheker, wie vielfach berichtet, war Henning Christian Marggraf allerdings nie. Das königliche Apothekenprivileg wurde 1740 erneuert. Marggraf genoss hohes Ansehen. Er war Nachfolger des Pharmazeuten Caspar Neumann als Assessor am Ober-Collegium medicum, eine verantwortungsvolle und angesehene Stellung. Zu seinen Aufgaben zählten neben Apothekenvisitationen auch die Prüfung der Apotheker Erster Klasse sowie forensische Untersuchungen. Er hatte die Aufsicht aller Apotheken des Preußischen Staates.
Die Bärenapotheke entwickelte sich zu der zweitgrößten privaten Apotheke in Berlin. Sie bestand bis zum Ende des Zweiten Weltkrieges.
Von 1735 bis zum Herbst 1752, also 17 Jahre lang, leitete der Sohn Andreas Sigismund als Provisor die Bärenapotheke. Dort erhielt er seine Ausbildung zum Apotheker und Chemiker. Da Rohrzucker ein Luxusgut war, das nur der Oberschicht bekannt war und nur in Apotheken verkauft wurde, handelte Marggraf wohl als einziger Apotheker in Berlin mit Rohrzucker. Schon während seiner Tätigkeit in der Bärenapotheke beschäftigte sich sein Sohn mit der Entwicklung von Zucker aus heimischen Pflanzen und entdeckte 1747 den Zucker in der Runkelrübe.
Nach dem Tod seiner Ehefrau im Jahre 1752 war er aus Krankheitsgründen nicht mehr zur Führung der Apotheke fähig. Er verlor die Bärenapotheke durch eine Intrige seiner Schwäger Joachim Friedrich Lehmann und Julius Tilebein und musste das Haus zügig verlassen. Am 27. Januar 1753 übernahm der Schwiegersohn Joachim Friedrich Lehmann die Apotheke und bereits am 13. April 1753, noch zu Lebzeiten von Maggraf, verkaufte er die Apotheke für 7000 Thaler an den Apotheker Johann Christian Flemming mit einem Gewinn von 1000 Thalern. Das Nachbarhaus blieb in seinem Besitz. Spätere Inhaber der Apotheke waren Martin Heinrich Klaproth, der mit der oben genannten Christiane Sophie Lehmann, verheiratet war, und Johann Eduard Simon, der die Apotheke ab 1822 mit dem Namen „Simons-Apotheke“ führte.